# Kameroense parlementsverkiezingen (2007)
De Kameroense parlementsverkiezingen van 2007 werden op 22 juli gehouden voor het lagerhuis van het parlement, de Nationale Vergadering, en werden gewonnen door de regerende Rassemblement démocratique du peuple camerounais (RDPC).
In vijf kiesdistricten werden de uitslagen geannuleerd en vonden op 30 september herverkiezingen plaats.
| Partij                                           | Zetels    | %     |
| ------------------------------------------------ | --------- | ----- |
| Rassemblement démocratique du peuple camerounais | 153       |       |
| Front social démocrate                           | 16        |       |
| Union nationale pour la démocratie et le progrès | 6         |       |
| Union démocratique du Cameroun                   | 4         |       |
| Union des Populations du Cameroun                | 0         |       |
| Mouvement pour la défense de la République       | 0         |       |
| Overige partijen                                 | 0         |       |
| Totaal                                           | 180       |       |
| Totaal uitgebrachte stemmen                      | 3.244.828 | -     |
| Geregistreerde kiezers/ opkomst                  | 5.067.846 | 64,03 |
| Bron: IPU                                        |           |       |

Presidentsverkiezingen: 1965 · 1970 · 1975 · 1980 · 1984 · 1988 · 1992 · 1997 · 2004 · 2011 · 2018 · 2025

Parlementsverkiezingen: 1964 · 1973 · 1978 · 1983 · 1988 · 1992 · 1997 · 2002 · 2007 · 2013 · 2020

Referenda: 1972